# Ferme Town
La ferme Town est une ferme servant à la structure des ponts en treillis. Cette ferme brevetée par l'Américain Ithiel Town en 1820 a pour particularité d'être construite avec des madriers plutôt que des poutres.

## Ferme Town simple

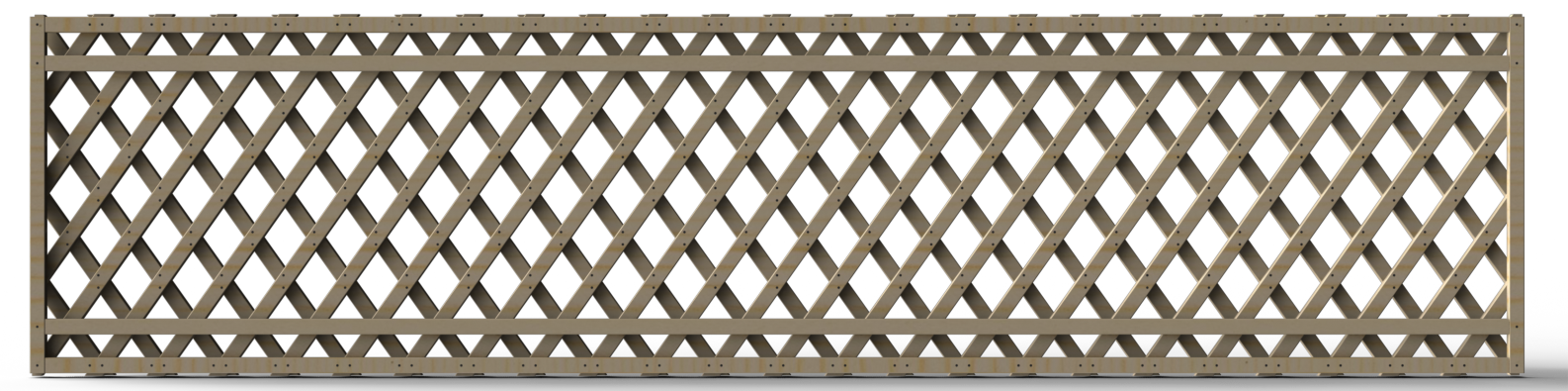
Coupe d'une ferme Town

Ithiel Town est né au Connecticut en 1784. Il avait la réputation d'être un architecte surdoué par son sens de la créativité et de la simplicité. Il influença l'introduction du style néogothique aux États-Unis,.
Il construisit ses premiers ponts sur le Connecticut à Hartford, Springfield et à Northampton en utilisant la ferme Burr (en) brevetée en 1817 par Theodore Burr. Après diverses expérimentations, il élabora une méthode plus simple de construction des ponts en bois. 

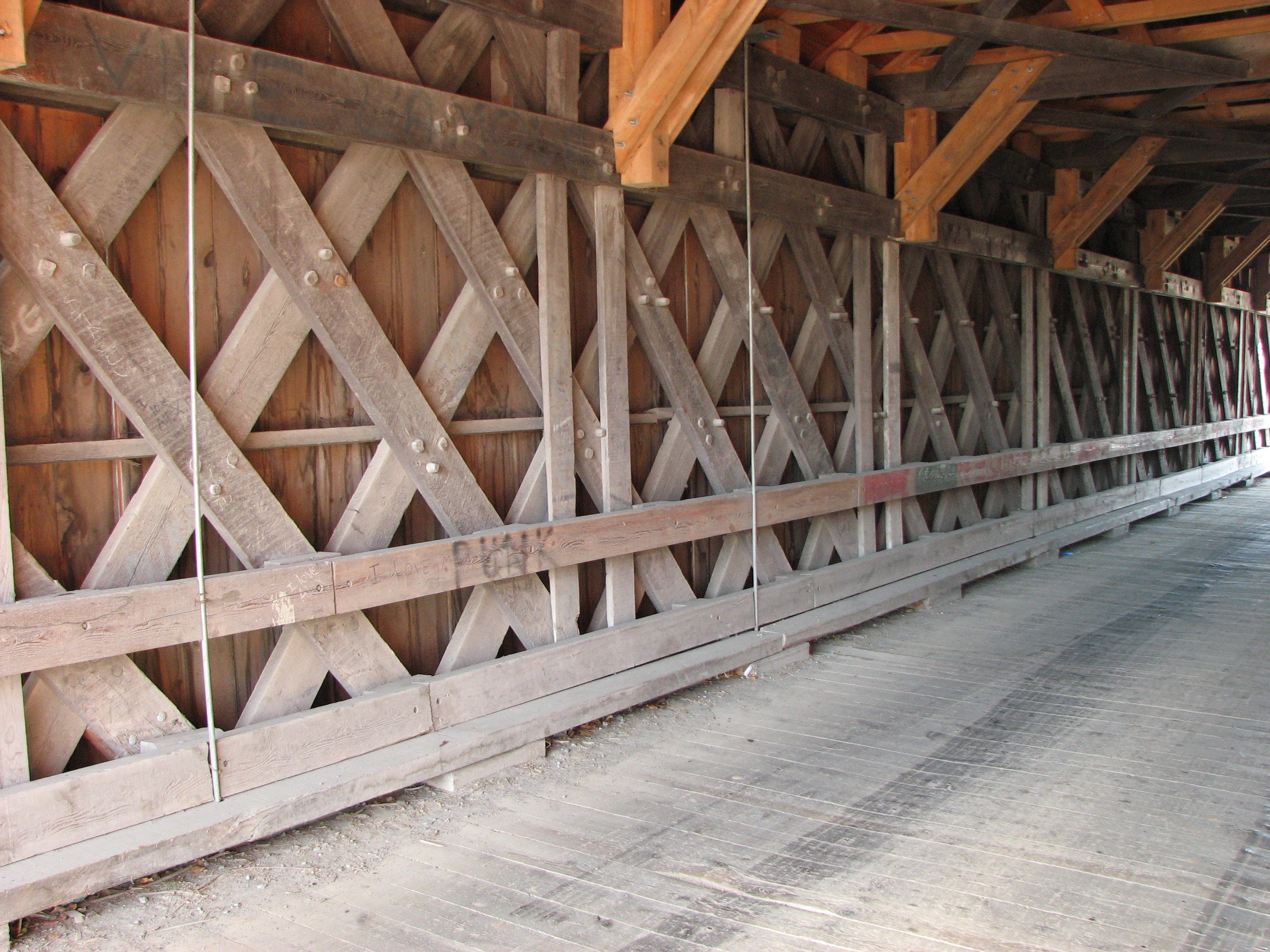
Ferme Town simple, pont de Freeport (Québec)

Celle-ci repose sur l'emploi de madriers de taille standard de deux à quatre pouces (51 à 102 millimètres) d'épaisseur et de dix à quatorze pouces (254 à 356 mm) de largeur disposés en un treillis maillé selon un angle allant de 45 à 60 degrés. Les madriers sont solidarisés par des chevilles à chaque nœud. La présence de deux cordes de bois aux extrémités en assure la solidité.
Cette nouvelle ferme avait l'avantage d'être réalisable par un simple bon charpentier alors que les fermes concurrentes nécessitaient souvent l'intervention d'ouvriers spécialisés. Malgré son apparence de fragilité due au manque de pièces massives, ce pont offre néanmoins une portée jusqu'à 67 m.

## Ferme Town élaborée (ou québécoise)

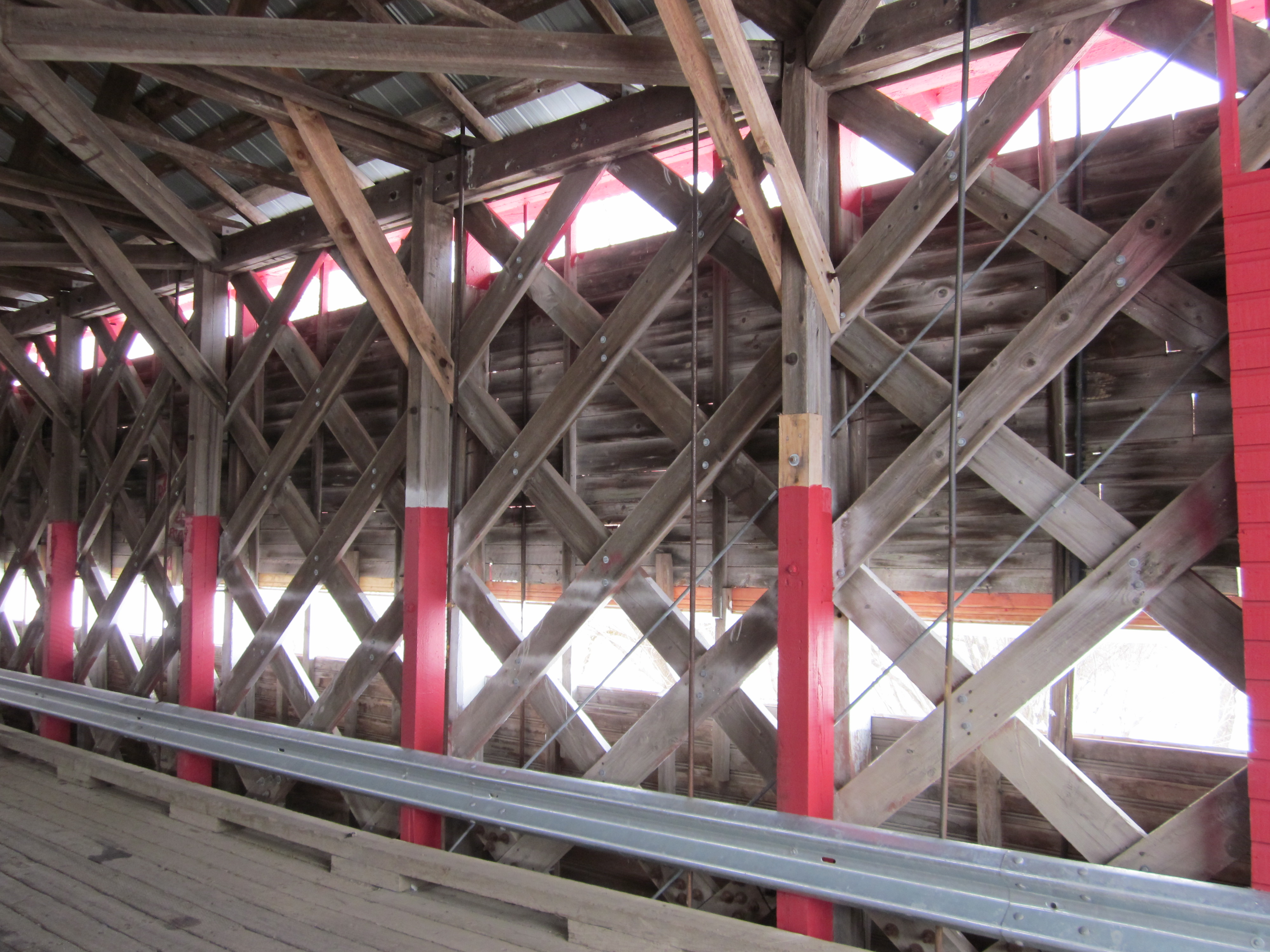
Ferme Town élaborée, pont Bordeleau (Québec)

En 1905, les autorités du ministère de la Colonisation du Québec décidèrent de modifier la ferme Town pour la rendre encore plus économique. Les principales modifications furent la réduction de la largeur des pièces de bois et le remplacement des chevilles de bois par un assemblage clouté. Pour pallier la perte de résistance, des poinçons furent ajoutés tous les huit pieds (2,44 mètres). Cette ferme servit à la construction d'au moins 500 ponts couverts au Québec. Malgré ses qualités et le fait qu'elle soit libre de droit, cette ferme ne dépassa jamais les limites du Québec.